# Korkeasaari (ö i Finland, Lappland, Tunturi-Lappi, lat 68,34, long 23,41)
Korkeasaari är en ö i Finland. Den ligger i sjön Muotkajärvi och i kommunen Enontekis i den ekonomiska regionen  Fjäll-Lappland  och landskapet Lappland, i den norra delen av landet, 900 km norr om huvudstaden Helsingfors. Öns area är 0,9 hektar och dess största längd är 140 meter i sydväst-nordöstlig riktning.